# Satyrium suasa
Satyrium suasa är en fjärilsart som beskrevs av Jean Baptiste Boisduval 1869. Satyrium suasa ingår i släktet Satyrium och familjen juvelvingar. Inga underarter finns listade.